# Lista de campeões da Major League Baseball em triplas

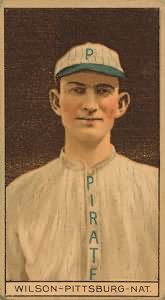
Chief Wilson do Pittsburgh Pirates estabeleceu o recorde em todos os tempos de triplas em temporada única com 36 em 1912

No beisebol, uma rebatida tripla é anotada quando a bola é rebatida de tal maneira que o rebatedor consegue avançar até a terceira base, sem benefício de algum erro de campo ( error pelo time defensivo. Na Major League Baseball (MLB), um jogador de cada liga [L] é reconhecido como o líder da liga em triplas.
O primeiro campeão em triplas na Liga Nacional foi Ross Barnes; na temporada inaugural da liga em 1876, Barnes rebateu quatorze triplas pelo Chicago White Stockings. Em 1901, a Liga Americana foi estabelecida e liderada por dois membros do Baltimore Orioles: Bill Keister e Jimmy Williams, cada um com 21.

## American League
| Ano  | Jogador                                                     | Time(s)                                                                    | Triplas |
| ---- | ----------------------------------------------------------- | -------------------------------------------------------------------------- | ------- |
| 1901 | - Bill Keister - Jimmy Williams                             | Baltimore Orioles                                                          | 21      |
| 1902 | - Jimmy Williams                                            | Baltimore Orioles                                                          | 21      |
| 1903 | - Sam Crawford                                              | Detroit Tigers                                                             | 25      |
| 1904 | - Joe Cassidy - Buck Freeman - Chick Stahl                  | Washington Senators Boston Americans                                       | 19      |
| 1905 | - Elmer Flick                                               | Cleveland Naps                                                             | 18      |
| 1906 | - Elmer Flick                                               | Cleveland Naps                                                             | 22      |
| 1907 | - Elmer Flick                                               | Cleveland Naps                                                             | 18      |
| 1908 | - Ty Cobb                                                   | Detroit Tigers                                                             | 20      |
| 1909 | - Frank Baker                                               | Philadelphia Athletics                                                     | 19      |
| 1910 | - Sam Crawford                                              | Detroit Tigers                                                             | 19      |
| 1911 | - Ty Cobb                                                   | Detroit Tigers                                                             | 24      |
| 1912 | - Joe Jackson                                               | Cleveland Naps                                                             | 26      |
| 1913 | - Sam Crawford                                              | Detroit Tigers                                                             | 23      |
| 1914 | - Sam Crawford                                              | Detroit Tigers                                                             | 26      |
| 1915 | - Sam Crawford                                              | Detroit Tigers                                                             | 19      |
| 1916 | - Joe Jackson                                               | Chicago White Sox                                                          | 21      |
| 1917 | - Ty Cobb                                                   | Detroit Tigers                                                             | 24      |
| 1918 | - Ty Cobb                                                   | Detroit Tigers                                                             | 14      |
| 1919 | - Bobby Veach                                               | Detroit Tigers                                                             | 17      |
| 1920 | - Joe Jackson                                               | Chicago White Sox                                                          | 20      |
| 1921 | - Howie Shanks - George Sisler - Jack Tobin                 | Washington Senators St. Louis Browns                                       | 18      |
| 1922 | - George Sisler                                             | St. Louis Browns                                                           | 18      |
| 1923 | - Goose Goslin - Sam Rice                                   | Washington Senators                                                        | 18      |
| 1924 | - Wally Pipp                                                | New York Yankees                                                           | 19      |
| 1925 | - Goose Goslin                                              | Washington Senators                                                        | 20      |
| 1926 | - Lou Gehrig                                                | New York Yankees                                                           | 20      |
| 1927 | - Earle Combs                                               | New York Yankees                                                           | 23      |
| 1928 | - Lou Gehrig                                                | New York Yankees                                                           | 21      |
| 1929 | - Charlie Gehringer                                         | Detroit Tigers                                                             | 19      |
| 1930 | - Earle Combs                                               | New York Yankees                                                           | 22      |
| 1931 | - Roy Johnson                                               | Detroit Tigers                                                             | 19      |
| 1932 | - Joe Cronin                                                | Washington Senators                                                        | 18      |
| 1933 | - Heinie Manush                                             | Washington Senators                                                        | 17      |
| 1934 | - Ben Chapman                                               | New York Yankees                                                           | 13      |
| 1935 | - Joe Vosmik                                                | Cleveland Indians                                                          | 20      |
| 1936 | - Earl Averill - Joe DiMaggio - Red Rolfe                   | Cleveland Indians New York Yankees                                         | 15      |
| 1937 | - Mike Kreevich - Dixie Walker                              | Chicago White Sox                                                          | 16      |
| 1938 | - Jeff Heath                                                | Cleveland Indians                                                          | 18      |
| 1939 | - Buddy Lewis                                               | Washington Senators                                                        | 16      |
| 1940 | - Barney McCosky                                            | Detroit Tigers                                                             | 19      |
| 1941 | - Jeff Heath                                                | Cleveland Indians                                                          | 20      |
| 1942 | - Stan Spence                                               | Washington Senators                                                        | 15      |
| 1943 | - Johnny Lindell - Wally Moses                              | New York Yankees Chicago White Sox                                         | 12      |
| 1944 | - Johnny Lindell - Snuffy Stirnweiss                        | New York Yankees                                                           | 16      |
| 1945 | - Snuffy Stirnweiss                                         | New York Yankees                                                           | 22      |
| 1946 | - Hank Edwards                                              | Cleveland Indians                                                          | 16      |
| 1947 | - Tommy Henrich                                             | New York Yankees                                                           | 13      |
| 1948 | - Tommy Henrich                                             | New York Yankees                                                           | 14      |
| 1949 | - Dale Mitchell                                             | Cleveland Indians                                                          | 23      |
| 1950 | - Dom DiMaggio - Bobby Doerr - Hoot Evers                   | Boston Red Sox Detroit Tigers                                              | 11      |
| 1951 | - Minnie Miñoso                                             | Cleveland Indians Chicago White Sox                                        | 14      |
| 1952 | - Bobby Ávila                                               | Cleveland Indians                                                          | 11      |
| 1953 | - Jim Rivera                                                | Chicago White Sox                                                          | 16      |
| 1954 | - Minnie Miñoso                                             | Chicago White Sox                                                          | 18      |
| 1955 | - Dale Long - Willie Mays                                   | Pittsburgh Pirates New York Giants                                         | 13      |
| 1956 | - Jackie Jensen - Jim Lemon - Minnie Miñoso - Harry Simpson | Boston Red Sox Washington Senators Chicago White Sox Kansas City Athletics | 11      |
| 1957 | - Hank Bauer - Gil McDougald - Harry Simpson                | New York Yankees Kansas City/New York                                      | 9       |
| 1958 | - Vic Power                                                 | Kansas City Athletics Cleveland Indians                                    | 10      |
| 1959 | - Bob Allison                                               | Washington Senators                                                        | 9       |
| 1960 | - Nellie Fox                                                | Chicago White Sox                                                          | 10      |
| 1961 | - Jake Wood                                                 | Detroit Tigers                                                             | 14      |
| 1962 | - Gino Cimoli                                               | Kansas City Athletics                                                      | 15      |
| 1963 | - Zoilo Versalles                                           | Minnesota Twins                                                            | 13      |
| 1964 | - Rich Rollins - Zoilo Versalles                            | Minnesota Twins                                                            | 10      |
| 1965 | - Bert Campaneris - Zoilo Versalles                         | Kansas City Athletics Minnesota Twins                                      | 12      |
| 1966 | - Bobby Knoop                                               | California Angels                                                          | 11      |
| 1967 | - Paul Blair                                                | Baltimore Orioles                                                          | 12      |
| 1968 | - Jim Fregosi                                               | California Angels                                                          | 13      |
| 1969 | - Del Unser                                                 | Washington Senators                                                        | 8       |
| 1970 | - César Tovar                                               | Minnesota Twins                                                            | 13      |
| 1971 | - Freddie Patek                                             | Kansas City Royals                                                         | 11      |
| 1972 | - Carlton Fisk - Joe Rudi                                   | Boston Red Sox Oakland Athletics                                           | 9       |
| 1973 | - Al Bumbry - Rod Carew                                     | Baltimore Orioles Minnesota Twins                                          | 11      |
| 1974 | - Mickey Rivers                                             | California Angels                                                          | 11      |
| 1975 | - George Brett - Mickey Rivers                              | Kansas City Royals California Angels                                       | 13      |
| 1976 | - George Brett                                              | Kansas City Royals                                                         | 14      |
| 1977 | - Rod Carew                                                 | Minnesota Twins                                                            | 16      |
| 1978 | - Jim Rice                                                  | Boston Red Sox                                                             | 15      |
| 1979 | - George Brett                                              | Kansas City Royals                                                         | 20      |
| 1980 | - Alfredo Griffin - Willie Wilson                           | Toronto Blue Jays Kansas City Royals                                       | 15      |
| 1981 | - John Castino                                              | Minnesota Twins                                                            | 9       |
| 1982 | - Willie Wilson                                             | Kansas City Royals                                                         | 15      |
| 1983 | - Robin Yount                                               | Milwaukee Brewers                                                          | 10      |
| 1984 | - Dave Collins - Lloyd Moseby                               | Toronto Blue Jays                                                          | 15      |
| 1985 | - Willie Wilson                                             | Kansas City Royals                                                         | 21      |
| 1986 | - Brett Butler                                              | Cleveland Indians                                                          | 14      |
| 1987 | - Willie Wilson                                             | Kansas City Royals                                                         | 15      |
| 1988 | - Harold Reynolds - Willie Wilson - Robin Yount             | Seattle Mariners Kansas City Royals Milwaukee Brewers                      | 11      |
| 1989 | - Rubén Sierra                                              | Texas Rangers                                                              | 14      |
| 1990 | - Tony Fernández                                            | Toronto Blue Jays                                                          | 17      |
| 1991 | - Lance Johnson - Paul Molitor                              | Chicago White Sox Milwaukee Brewers                                        | 13      |
| 1992 | - Lance Johnson                                             | Chicago White Sox                                                          | 12      |
| 1993 | - Lance Johnson                                             | Chicago White Sox                                                          | 14      |
| 1994 | - Lance Johnson                                             | Chicago White Sox                                                          | 14      |
| 1995 | - Kenny Lofton                                              | Cleveland Indians                                                          | 13      |
| 1996 | - Chuck Knoblauch                                           | Minnesota Twins                                                            | 14      |
| 1997 | - Nomar Garciaparra                                         | Boston Red Sox                                                             | 11      |
| 1998 | - José Offerman                                             | Kansas City Royals                                                         | 13      |
| 1999 | - José Offerman                                             | Boston Red Sox                                                             | 11      |
| 2000 | - Cristian Guzmán                                           | Minnesota Twins                                                            | 20      |
| 2001 | - Cristian Guzmán                                           | Minnesota Twins                                                            | 14      |
| 2002 | - Johnny Damon                                              | Boston Red Sox                                                             | 11      |
| 2003 | - Cristian Guzmán                                           | Minnesota Twins                                                            | 14      |
| 2004 | - Carl Crawford                                             | Tampa Bay Devil Rays                                                       | 19      |
| 2005 | - Carl Crawford                                             | Tampa Bay Devil Rays                                                       | 15      |
| 2006 | - Carl Crawford                                             | Tampa Bay Devil Rays                                                       | 16      |
| 2007 | - Curtis Granderson                                         | Detroit Tigers                                                             | 23      |
| 2008 | - Curtis Granderson                                         | Detroit Tigers                                                             | 13      |
| 2009 | - Jacoby Ellsbury - Denard Span                             | Boston Red Sox Minnesota Twins                                             | 10      |
| 2010 | - Carl Crawford                                             | Tampa Bay Rays                                                             | 13      |
| 2011 | - Austin Jackson - Peter Bourjos                            | Detroit Tigers Los Angeles Angels of Anaheim                               | 11      |
| 2012 | - Austin Jackson                                            | Detroit Tigers                                                             | 10      |
| 2013 | - Brett Gardner                                             | New York Yankees                                                           | 10      |
| 2014 | - Adam Eaton                                                | Chicago White Sox                                                          | 10      |
| 2015 | - Eddie Rosario                                             | Minnesota Twins                                                            | 15      |
| 2016 | - Adam Eaton                                                | Chicago White Sox                                                          | 9       |
| 2017 | - Nicholas Castellanos                                      | Detroit Tigers                                                             | 10      |
| 2018 | - Yolmer Sánchez - Mallex Smith                             | Chicago White Sox Tampa Bay Rays                                           | 10      |
| 2019 | - Hunter Dozier - Whit Merrifield - Adalberto Mondesí       | Kansas City Royals                                                         | 10      |

## National League
| Ano  | Jogador                                                      | Time(s)                                                                          | Triplas |
| ---- | ------------------------------------------------------------ | -------------------------------------------------------------------------------- | ------- |
| 1876 | - Ross Barnes                                                | Chicago White Stockings                                                          | 14      |
| 1877 | - Deacon White                                               | Boston Red Caps                                                                  | 11      |
| 1878 | - Tom York                                                   | Providence Grays                                                                 | 10      |
| 1879 | - Buttercup Dickerson                                        | Cincinnati Reds                                                                  | 14      |
| 1880 | - Harry Stovey                                               | Worcester Ruby Legs                                                              | 14      |
| 1881 | - Jack Rowe                                                  | Buffalo Bisons                                                                   | 11      |
| 1882 | - Roger Connor                                               | Troy Trojans                                                                     | 18      |
| 1883 | - Dan Brouthers                                              | Buffalo Bisons                                                                   | 17      |
| 1884 | - Buck Ewing                                                 | New York Giants                                                                  | 20      |
| 1885 | - Jim O'Rourke                                               | New York Giants                                                                  | 16      |
| 1886 | - Roger Connor                                               | New York Giants                                                                  | 20      |
| 1887 | - Sam Thompson                                               | Detroit Wolverines                                                               | 23      |
| 1888 | - Dick Johnston                                              | Boston Beaneaters                                                                | 18      |
| 1889 | - Walt Wilmot                                                | Washington Nationals                                                             | 19      |
| 1890 | - John Reilly                                                | Cincinnati Reds                                                                  | 26      |
| 1891 | - Harry Stovey                                               | Boston Beaneaters                                                                | 20      |
| 1892 | - Ed Delahanty                                               | Philadelphia Phillies                                                            | 21      |
| 1893 | - Perry Werden                                               | St. Louis Browns                                                                 | 29      |
| 1894 | - Heinie Reitz                                               | Baltimore Orioles                                                                | 31      |
| 1895 | - Kip Selbach                                                | Washington Senators                                                              | 22      |
| 1896 | - Tom McCreery - George Van Haltren                          | Louisville Colonels New York Giants                                              | 21      |
| 1897 | - Harry Davis                                                | Pittsburgh Pirates                                                               | 28      |
| 1898 | - John Anderson                                              | Brooklyn Bridegrooms Washington Senators                                         | 22      |
| 1899 | - Jimmy Williams                                             | Pittsburgh Pirates                                                               | 28      |
| 1900 | - Honus Wagner                                               | Pittsburgh Pirates                                                               | 22      |
| 1901 | - Jimmy Sheckard                                             | Brooklyn Superbas                                                                | 19      |
| 1902 | - Sam Crawford - Tommy Leach                                 | Cincinnati Reds Pittsburgh Pirates                                               | 22      |
| 1903 | - Honus Wagner                                               | Pittsburgh Pirates                                                               | 19      |
| 1904 | - Harry Lumley                                               | Brooklyn Superbas                                                                | 18      |
| 1905 | - Cy Seymour                                                 | Cincinnati Reds                                                                  | 21      |
| 1906 | - Fred Clarke - Frank Schulte                                | Pittsburgh Pirates Chicago Cubs                                                  | 13      |
| 1907 | - Whitey Alperman - John Ganzel                              | Brooklyn Superbas Cincinnati Reds                                                | 16      |
| 1908 | - Honus Wagner                                               | Pittsburgh Pirates                                                               | 19      |
| 1909 | - Mike Mitchell                                              | Cincinnati Reds                                                                  | 17      |
| 1910 | - Mike Mitchell                                              | Cincinnati Reds                                                                  | 18      |
| 1911 | - Larry Doyle                                                | New York Giants                                                                  | 25      |
| 1912 | - Chief Wilson                                               | Pittsburgh Pirates                                                               | 36      |
| 1913 | - Vic Saier                                                  | Chicago Cubs                                                                     | 21      |
| 1914 | - Max Carey                                                  | Pittsburgh Pirates                                                               | 17      |
| 1915 | - Tom Long                                                   | St. Louis Cardinals                                                              | 25      |
| 1916 | - Bill Hinchman                                              | Pittsburgh Pirates                                                               | 16      |
| 1917 | - Rogers Hornsby                                             | St. Louis Cardinals                                                              | 17      |
| 1918 | - Jake Daubert                                               | Brooklyn Robins                                                                  | 15      |
| 1919 | - Hy Myers - Billy Southworth                                | Brooklyn Robins Pittsburgh Pirates                                               | 14      |
| 1920 | - Hy Myers                                                   | Brooklyn Robins                                                                  | 22      |
| 1921 | - Rogers Hornsby - Ray Powell                                | St. Louis Cardinals Boston Braves                                                | 18      |
| 1922 | - Jake Daubert                                               | Cincinnati Reds                                                                  | 22      |
| 1923 | - Max Carey - Pie Traynor                                    | Pittsburgh Pirates                                                               | 19      |
| 1924 | - Edd Roush                                                  | Cincinnati Reds                                                                  | 21      |
| 1925 | - Kiki Cuyler                                                | Pittsburgh Pirates                                                               | 26      |
| 1926 | - Paul Waner                                                 | Pittsburgh Pirates                                                               | 22      |
| 1927 | - Paul Waner                                                 | Pittsburgh Pirates                                                               | 18      |
| 1928 | - Jim Bottomley                                              | St. Louis Cardinals                                                              | 20      |
| 1929 | - Lloyd Waner                                                | Pittsburgh Pirates                                                               | 20      |
| 1930 | - Adam Comorosky                                             | Pittsburgh Pirates                                                               | 23      |
| 1931 | - Bill Terry                                                 | New York Giants                                                                  | 20      |
| 1932 | - Babe Herman                                                | Cincinnati Reds                                                                  | 19      |
| 1933 | - Arky Vaughan                                               | Pittsburgh Pirates                                                               | 19      |
| 1934 | - Joe Medwick                                                | St. Louis Cardinals                                                              | 18      |
| 1935 | - Ival Goodman                                               | Cincinnati Reds                                                                  | 18      |
| 1936 | - Ival Goodman                                               | Cincinnati Reds                                                                  | 14      |
| 1937 | - Arky Vaughan                                               | Pittsburgh Pirates                                                               | 17      |
| 1938 | - Johnny Mize                                                | St. Louis Cardinals                                                              | 16      |
| 1939 | - Billy Herman                                               | Chicago Cubs                                                                     | 18      |
| 1940 | - Arky Vaughan                                               | Pittsburgh Pirates                                                               | 15      |
| 1941 | - Pete Reiser                                                | Brooklyn Dodgers                                                                 | 17      |
| 1942 | - Enos Slaughter                                             | St. Louis Cardinals                                                              | 17      |
| 1943 | - Stan Musial                                                | St. Louis Cardinals                                                              | 20      |
| 1944 | - Johnny Barrett                                             | Pittsburgh Pirates                                                               | 19      |
| 1945 | - Luis Olmo                                                  | Brooklyn Dodgers                                                                 | 13      |
| 1946 | - Stan Musial                                                | St. Louis Cardinals                                                              | 20      |
| 1947 | - Harry Walker                                               | St. Louis Cardinals Philadelphia Phillies                                        | 16      |
| 1948 | - Stan Musial                                                | St. Louis Cardinals                                                              | 18      |
| 1949 | - Stan Musial - Enos Slaughter                               | St. Louis Cardinals                                                              | 13      |
| 1950 | - Richie Ashburn                                             | Philadelphia Phillies                                                            | 14      |
| 1951 | - Gus Bell - Stan Musial                                     | Pittsburgh Pirates St. Louis Cardinals                                           | 12      |
| 1952 | - Bobby Thomson                                              | New York Giants                                                                  | 14      |
| 1953 | - Jim Gilliam                                                | Brooklyn Dodgers                                                                 | 17      |
| 1954 | - Willie Mays                                                | New York Giants                                                                  | 13      |
| 1955 | - Dale Long - Willie Mays                                    | Pittsburgh Pirates New York Giants                                               | 13      |
| 1956 | - Bill Bruton                                                | Milwaukee Braves                                                                 | 15      |
| 1957 | - Willie Mays                                                | New York Giants                                                                  | 20      |
| 1958 | - Richie Ashburn                                             | Philadelphia Phillies                                                            | 13      |
| 1959 | - Wally Moon - Charlie Neal                                  | Los Angeles Dodgers                                                              | 11      |
| 1960 | - Bill Bruton                                                | Milwaukee Braves                                                                 | 13      |
| 1961 | - George Altman                                              | Chicago Cubs                                                                     | 12      |
| 1962 | - Johnny Callison - Willie Davis - Bill Virdon - Maury Wills | Philadelphia Phillies Los Angeles Dodgers Pittsburgh Pirates Los Angeles Dodgers | 10      |
| 1963 | - Vada Pinson                                                | Cincinnati Reds                                                                  | 14      |
| 1964 | - Dick Allen - Ron Santo                                     | Philadelphia Phillies Chicago Cubs                                               | 13      |
| 1965 | - Johnny Callison                                            | Philadelphia Phillies                                                            | 16      |
| 1966 | - Tim McCarver                                               | St. Louis Cardinals                                                              | 13      |
| 1967 | - Vada Pinson                                                | Cincinnati Reds                                                                  | 13      |
| 1968 | - Lou Brock                                                  | St. Louis Cardinals                                                              | 14      |
| 1969 | - Roberto Clemente                                           | Pittsburgh Pirates                                                               | 12      |
| 1970 | - Willie Davis                                               | Los Angeles Dodgers                                                              | 16      |
| 1971 | - Roger Metzger - Joe Morgan                                 | Houston Astros                                                                   | 11      |
| 1972 | - Larry Bowa                                                 | Philadelphia Phillies                                                            | 13      |
| 1973 | - Roger Metzger                                              | Houston Astros                                                                   | 14      |
| 1974 | - Ralph Garr                                                 | Atlanta Braves                                                                   | 17      |
| 1975 | - Ralph Garr                                                 | Atlanta Braves                                                                   | 11      |
| 1976 | - Dave Cash                                                  | Philadelphia Phillies                                                            | 12      |
| 1977 | - Garry Templeton                                            | St. Louis Cardinals                                                              | 18      |
| 1978 | - Garry Templeton                                            | St. Louis Cardinals                                                              | 13      |
| 1979 | - Garry Templeton                                            | St. Louis Cardinals                                                              | 19      |
| 1980 | - Omar Moreno - Rodney Scott                                 | Pittsburgh Pirates Montreal Expos                                                | 13      |
| 1981 | - Craig Reynolds - Gene Richards                             | Houston Astros San Diego Padres                                                  | 12      |
| 1982 | - Dickie Thon                                                | Houston Astros                                                                   | 10      |
| 1983 | - Brett Butler                                               | Atlanta Braves                                                                   | 13      |
| 1984 | - Juan Samuel - Ryne Sandberg                                | Philadelphia Phillies Chicago Cubs                                               | 19      |
| 1985 | - Willie McGee                                               | St. Louis Cardinals                                                              | 18      |
| 1986 | - Mitch Webster                                              | Montreal Expos                                                                   | 13      |
| 1987 | - Juan Samuel                                                | Philadelphia Phillies                                                            | 15      |
| 1988 | - Andy Van Slyke                                             | Pittsburgh Pirates                                                               | 15      |
| 1989 | - Robby Thompson                                             | San Francisco Giants                                                             | 11      |
| 1990 | - Mariano Duncan                                             | Cincinnati Reds                                                                  | 11      |
| 1991 | - Ray Lankford                                               | St. Louis Cardinals                                                              | 15      |
| 1992 | - Deion Sanders                                              | Atlanta Braves                                                                   | 14      |
| 1993 | - Steve Finley                                               | Houston Astros                                                                   | 13      |
| 1994 | - Brett Butler - Darren Lewis                                | Los Angeles Dodgers San Francisco Giants                                         | 9       |
| 1995 | - Brett Butler - Eric Young                                  | New York/Los Angeles Colorado Rockies                                            | 9       |
| 1996 | - Lance Johnson                                              | New York Mets                                                                    | 21      |
| 1997 | - Delino DeShields                                           | St. Louis Cardinals                                                              | 14      |
| 1998 | - David Dellucci                                             | Arizona Diamondbacks                                                             | 12      |
| 1999 | - Bobby Abreu - Neifi Pérez                                  | Philadelphia Phillies Colorado Rockies                                           | 11      |
| 2000 | - Tony Womack                                                | Arizona Diamondbacks                                                             | 14      |
| 2001 | - Jimmy Rollins                                              | Philadelphia Phillies                                                            | 12      |
| 2002 | - Jimmy Rollins                                              | Philadelphia Phillies                                                            | 10      |
| 2003 | - Steve Finley - Rafael Furcal                               | Arizona Diamondbacks Atlanta Braves                                              | 10      |
| 2004 | - Juan Pierre - Jimmy Rollins - Jack Wilson                  | Florida Marlins Philadelphia Phillies Pittsburgh Pirates                         | 12      |
| 2005 | - José Reyes                                                 | New York Mets                                                                    | 17      |
| 2006 | - José Reyes                                                 | New York Mets                                                                    | 17      |
| 2007 | - Jimmy Rollins                                              | Philadelphia Phillies                                                            | 20      |
| 2008 | - José Reyes                                                 | New York Mets                                                                    | 19      |
| 2009 | - Shane Victorino                                            | Philadelphia Phillies                                                            | 13      |
| 2010 | - Dexter Fowler                                              | Colorado Rockies                                                                 | 14      |
| 2011 | - José Reyes - Shane Victorino                               | New York Mets Philadelphia Phillies                                              | 16      |
| 2012 | - Ángel Pagán                                                | San Francisco Giants                                                             | 15      |
| 2013 | - Denard Span                                                | Washington Nationals                                                             | 11      |
| 2014 | - Dee Gordon                                                 | Los Angeles Dodgers                                                              | 12      |
| 2015 | - David Peralta                                              | Arizona Diamondbacks                                                             | 10      |
| 2016 | - Brandon Crawford - César Hernández - Chris Owings          | San Francisco Giants Philadelphia Phillies Arizona Diamondbacks                  | 11      |
| 2017 | - Charlie Blackmon                                           | Colorado Rockies                                                                 | 14      |
| 2018 | - Ketel Marte                                                | Arizona Diamondbacks                                                             | 12      |
| 2019 | - Eduardo Escobar                                            | Arizona Diamondbacks                                                             | 10      |

## American Association
| Ano  | Jogador                                                                             | Time(s)                                                                                                | Triplas |
| ---- | ----------------------------------------------------------------------------------- | --- | ------- |
| 1882 | - Mike Mansell                                                                      | Pittsburgh Alleghenys                                                                                  | 16      |
| 1883 | - Pop Smith                                                                         | Columbus Buckeyes                                                                                      | 17      |
| 1884 | - Harry Stovey                                                                      | Philadelphia Athletics                                                                                 | 23      |
| 1885 | - Dave Orr                                                                          | New York Metropolitans                                                                                 | 21      |
| 1886 | - Dave Orr                                                                          | New York Metropolitans                                                                                 | 31      |
| 1887 | - Oyster Burns - Jumbo Davis - John Kerins - Bid McPhee - Tip O'Neill - Tom Poorman | Baltimore Orioles Louisville Colonels Cincinnati Red Stockings St. Louis Browns Philadelphia Athletics | 19      |
| 1888 | - Harry Stovey                                                                      | Philadelphia Athletics                                                                                 | 20      |
| 1889 | - Lefty Marr                                                                        | Columbus Solons                                                                                        | 15      |
| 1890 | - Perry Werden                                                                      | Toledo Maumees                                                                                         | 20      |
| 1891 | - Tom Brown                                                                         | Boston Reds                                                                                            | 21      |

## Federal League
| Ano  | Jogador                      | Time(s)                                 | Triplas |
| ---- | ---------------------------- | --------------------------------------- | ------- |
| 1914 | - Jimmy Esmond - Steve Evans | Indianapolis Hoosiers Brooklyn Tip-Tops | 15      |
| 1915 | - Les Mann                   | Chicago Whales                          | 19      |

## Player's League
| Ano  | Jogador                     | Time(s)             | Triplas |
| ---- | --------------------------- | ------------------- | ------- |
| 1890 | - Jake Beckley - Joe Visner | Pittsburgh Burghers | 22      |

## Union Association
| Ano  | Jogador      | Time(s)                | Triplas |
| ---- | ------------ | ---------------------- | ------- |
| 1884 | - Dick Burns | Cincinnati Outlaw Reds | 12      |